# Lester Melrose
Lester Melrose (ur. 14 grudnia 1891, zm. 12 kwietnia 1968) – jeden z pierwszych producentów bluesowych, pracował między innymi dla Bluebird Records, Columbii i Okeh Records. Członek Blues Hall of Fame.
Zajmował się wieloma chicagowskimi muzykami, wśród których byli: Joe King Oliver, Big Bill Broonzy, Sonny Boy Williamson, Memphis Minnie, Roosevelt Sykes, Lonnie Johnson, Big Joe Williams, Bukka White, Washboard Sam, Champion Jack Dupree, Jazz Gillum, Big Boy Crudup, Victoria Spivey i Leroy Carr. Melrose preferował akustycznego bluesa, z tego powodu odmówił współpracy Muddy’emu Watersowi.